# Heringiana
Heringiana é um gênero de traça pertencente à família Agonoxenidae.